# 迪島
62°25′22.3″S 59°47′01″W / 62.422861°S 59.78361°W

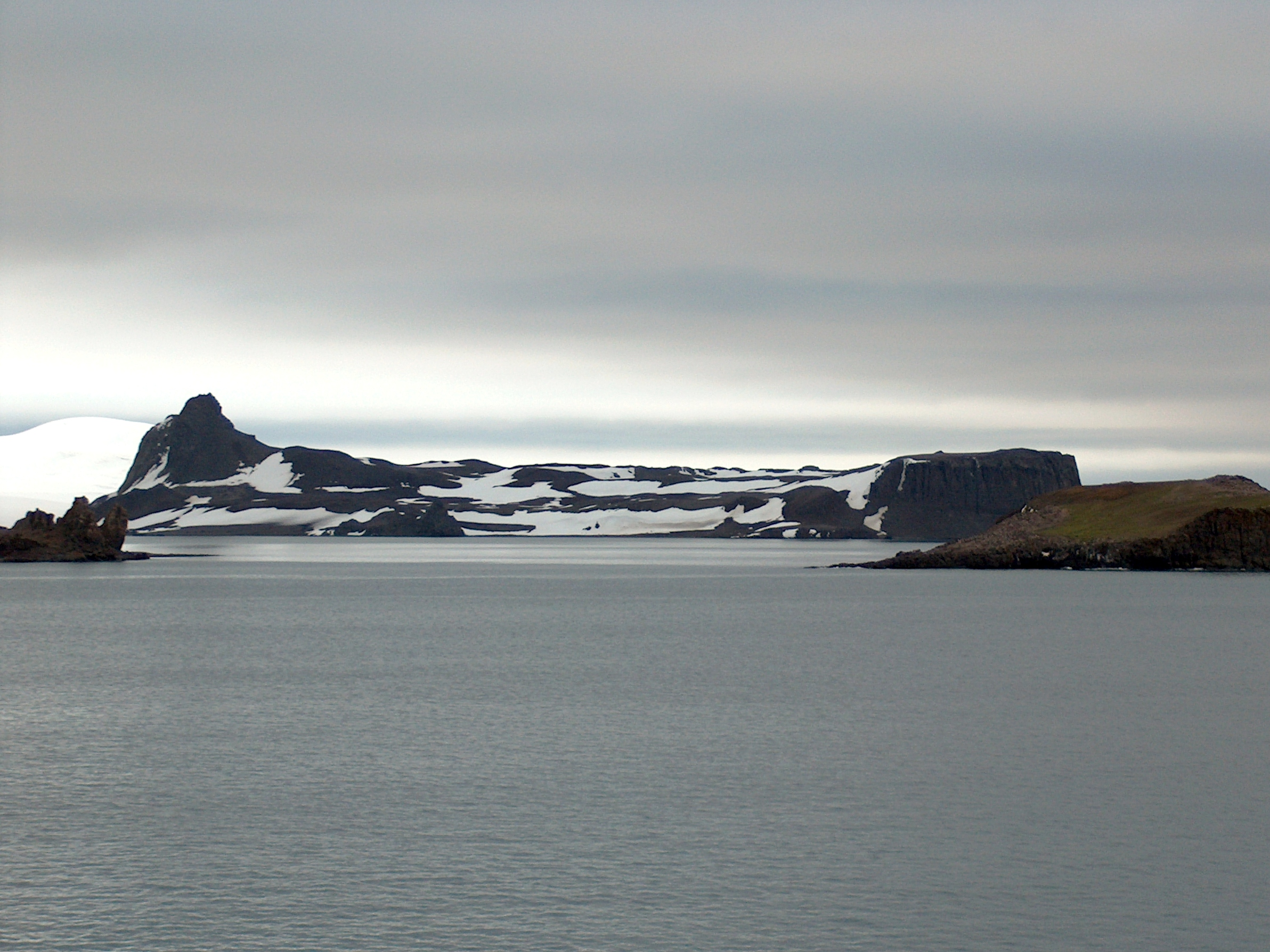

迪島（英語：Dee Island）是南極洲的島嶼，屬於南設得蘭群島的一部分，處於格林尼治島和艾秋群島之間，長1.9公里、寬1.37公里，面積1.97平方公里，最高點海拔高度190米，現時由南極條約體系管理。

## 外部連結
- SCAR Composite Antarctic Gazetteer（页面存档备份，存于）.